# قوی‌تر (ترانه بریتنی اسپیرز)
«قوی‌تر» تک‌آهنگی از بریتنی اسپیرز است که در سال ۲۰۰۰ میلادی منتشر شد.
این تک‌آهنگ در چارت‌های فنلاند، اتریش، سوئد، آلمان، ایرلند، سوئیس، جزو ده ترانه اول قرار گرفت.